# Fokker T.II

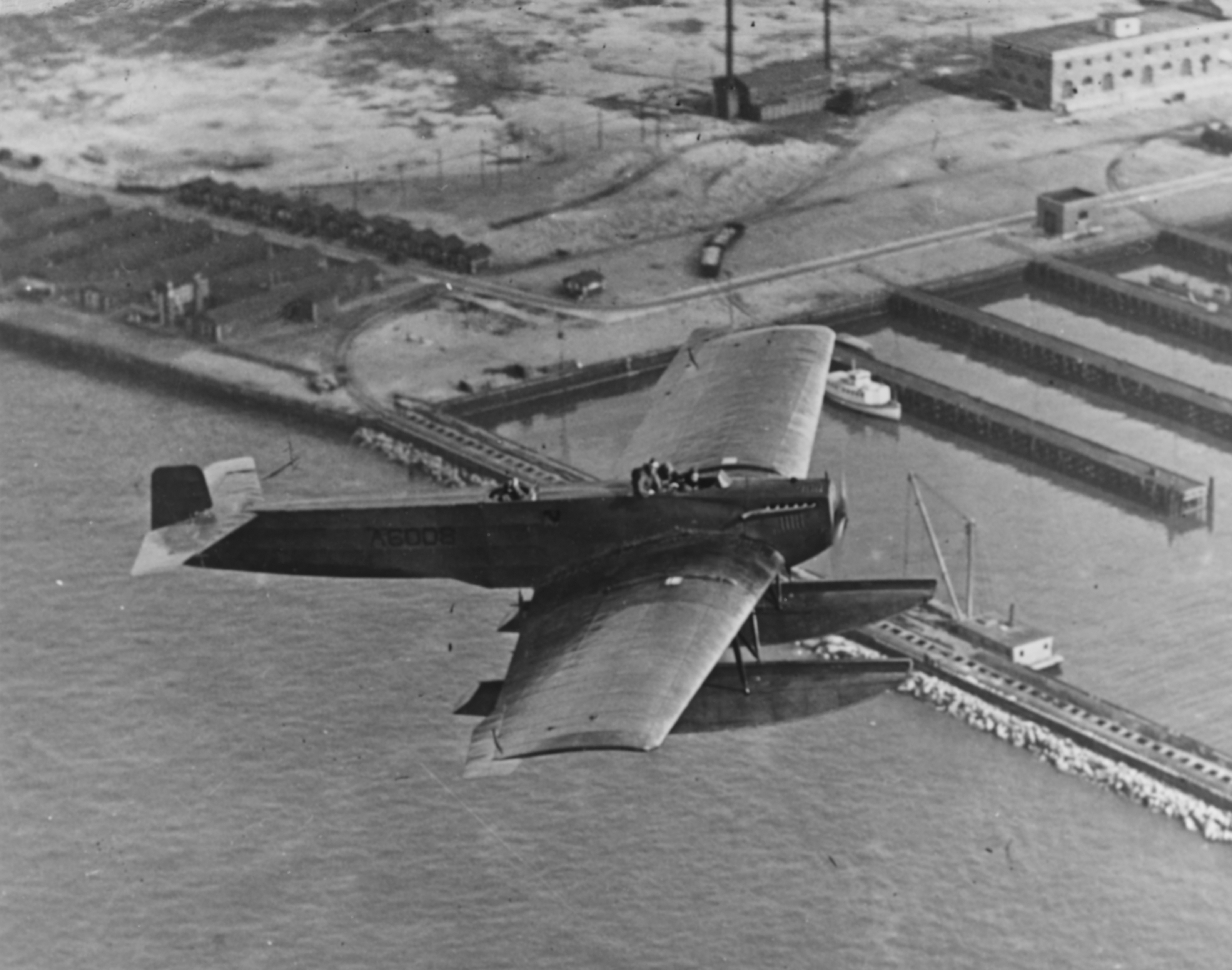
Fokker T-II (US Navy Fokker FT-1), 1923

De Fokker T-II was het eerste ontwerp van de T-serie dat daadwerkelijk werd gebouwd (niet te verwarren met de Fokker T-2, de Amerikaanse aanduiding voor een Fokker F.IV). 
Er werd van de T-II een bommenwerper- en torpedobommenwerperuitvoering ontwikkeld. In 1921 werden drie T-II toestellen door de U.S. Navy besteld. De toestellen werden gebruikt voor het vergelijken met Engelse en Amerikaanse ontwerpen. De toestellen werden tegen einde van 1921 te Veere gebouwd.
Generaal Mitchell bracht rond die tijd een bezoek aan Europa en bezocht ook de Fokker-fabriek om zich daar op de hoogte te laten stellen van de laatste ontwikkelingen. Een van zijn medewerkers testte de T-II en merkte tijdens deze testvlucht dat het toestel wat traag reageerde op de roeren. Fokker verhielp dit probleem direct door de staart met een meter in te korten. Hierna was het probleem verholpen.
De drie toestellen werden in 1922 afgeleverd aan de U.S. Navy. De toestellen kregen de aanduiding F.T.1. Dit was een afkorting van Fokker Torpedo 1. De toestellen werden tezamen met vijf andere modellen getest tussen oktober 1922 en mei 1923. Uit deze competitie kwam de Douglas DT-1 als beste naar voren. De F.T.1's werden hierna gemoderniseerd en als F.T.2 aangeduid. In 1926 werden de toestellen uit dienst genomen. Het toestel had een tweekoppige bemanning. Er was een machinegeweer in de achterste cockpit aangebracht. De torpedo werd tussen de drijvers opgehangen.

## Specificaties
- Type: Fokker T-II watervliegtuig
- Fabriek: Fokker
- Rol: Torpedobommenwerper
- Bemanning: 2
- Lengte: 15,56 m
- Spanwijdte: 19,83
- Maximum gewicht: 3314 kg
- Motor: 1 × Liberty 12A watergekoelde V-12, 300 kW (400 pk)
- Propellers: tweeblads
- Eerste vlucht: 1921
- Aantal gebouwd: 3
- Uit dienst: 1926

Prestaties
- Maximumsnelheid: 167 km/u

Bewapening
- Boordgeschut: Machinegeweer in achterste cockpit
- Bommenlast: Torpedo tussen de drijvers